# Perruche à tête d'or
Cyanoramphus auriceps
Espèce
Statut de conservation UICN

 NT  : Quasi menacé
Statut CITES
La Perruche à tête d'or ou Kakariki à front jaune (Cyanoramphus auriceps) est une espèce d'oiseaux de la famille des Psittaculidae.

## Description
Cet oiseau mesure environ 23 cm. Il pèse de 37 à 55 g.
Le plumage d'ensemble est vert, un peu plus jaunâtre sur les parties inférieures. La bande frontale rouge s'étend jusqu'aux yeux. Elle est soulignée par une couronne jaune d'or donnant son nom spécifique à ce taxon. Une tache rouge marque chaque côté du croupion.

## Répartition
Elle est endémique en Nouvelle-Zélande.

## Taxinomie
L'espèce est devenue monotypique depuis que la sous-espèce forbesi a été élevée au rang d'espèce sous le nom de Perruche des Chatham (Cyanoramphus forbesi).

## Hybridation
Des cas d'hybridation avec le Perruche de Sparrman (Cyanoramphus novaezelandiae) sont connus.